# Rogliano, Kalabrien
Rogliano är en ort och kommun i provinsen Cosenza i regionen Kalabrien i Italien. Kommunen hade 5 713 invånare (2018).